# Championnat d'Albanie de football de deuxième division
 (signalé en juin 2025).
Si vous disposez d'ouvrages ou d'articles de référence ou si vous connaissez des sites web de qualité traitant du thème abordé ici, merci de compléter l'article en donnant les références utiles à sa vérifiabilité et en les liant à la section « Notes et références ».
- Archive Wikiwix
- Bing
- Cairn
- DuckDuckGo
- E. Universalis
- Gallica
- Google
- G. Books
- G. News
- G. Scholar
- Persée
- Qwant
- (zh) Baidu
- (ru) Yandex
- (wd) trouver des œuvres sur Wikidata

Le championnat d'Albanie de football de division 2 (en albanais : Kategoria e parë ou encore Liga e Parë) est une compétition annuelle de football disputée entre les clubs albanais. Ce championnat est au deuxième niveau national, après la Super League. 
Chaque année, les deux premiers de la compétition sont promus en première division, tandis que les deux suivants disputent des barrages de promotion.
Les joueurs de ce championnat ont le statut d'amateur.

## Histoire
Créée en 1930 sous le nom Kategoria e Dytë (deuxième division), elle a été renommée en 1998 à la suite de la création de la Superliga.
Lors de la saison 2009-2010, elle compte 16 clubs.

## Palmarès
| Saison    | Champion              | Vice-champion      | Meilleur buteur               | Buts               |                    |
| --------- | --------------------- | ------------------ | ----------------------------- | ------------------ | ------------------ |
| 1930      | Muzaka Berat          | Bardhyli Lezhë     |                               |                    |                    |
| 1931      | Non disputé           | Non disputé        | Non disputé                   | Non disputé        | Non disputé        |
| 1932      | SK Kavaja             | SK Vlora           |                               |                    |                    |
| 1933      | Bashkimi Elbasanas    | SK Vlora           |                               |                    |                    |
| 1934      | Shqiponja Gjirokastër | Vetëtima Himarë    |                               |                    |                    |
| 1935      | Non disputé           | Non disputé        | Non disputé                   | Non disputé        | Non disputé        |
| 1936-1937 | Bardhyli Lezhë        | Tomorri Berat      |                               |                    |                    |
| 1937-1948 | Non disputé           | Non disputé        | Non disputé                   | Non disputé        | Non disputé        |
| 1948-1949 | Annulé                | Annulé             | Annulé                        | Annulé             | Annulé             |
| 1950      | Berati                | NBSH Shijak        |                               |                    |                    |
| 1951      | Dinamo Vlorë          | Puna Shijak        |                               |                    |                    |
| 1952      | Non disputé           | Non disputé        | Non disputé                   | Non disputé        | Non disputé        |
| 1953      | Spartaku Tiranë       | Puna Elbasan       |                               |                    |                    |
| 1954      | Dinamo Shkodër        | Puna Gjirokastër   |                               |                    |                    |
| 1955      | Non disputé           | Non disputé        | Non disputé                   | Non disputé        | Non disputé        |
| 1956      | Spartaku Tiranë       | Puna Fier          |                               |                    |                    |
| 1957      | Puna Shkodër          | Puna Berat         |                               |                    |                    |
| 1958      | Labinoti Elbasan      | Tomorri Berat      |                               |                    |                    |
| 1959      | Teuta                 | Erzeni             |                               |                    |                    |
| 1960      | Lushnja               | Luftëtari          |                               |                    |                    |
| 1961      | Teuta                 | Korabi             |                               |                    |                    |
| 1962      | Vllaznia              | Tomori             |                               |                    |                    |
| 1962-1963 | Luftëtari             | Erzeni             |                               |                    |                    |
| 1963-1964 | Pogradeci             | Naftëtari          |                               |                    |                    |
| 1964-1965 | Erzeni                | Naftëtari          |                               |                    |                    |
| 1965-1966 | Luftëtari             | Albpetrol          |                               |                    |                    |
| 1966-1967 | Apolonia              | Tekstilisti Stalin |                               |                    |                    |
| 1968      | Tekstilisti Stalin    | Naftëtari          |                               |                    |                    |
| 1969      | Non disputé           | Non disputé        | Non disputé                   | Non disputé        | Non disputé        |
| 1969-1970 | Tomori                | Besëlidhja         |                               |                    |                    |
| 1970-1971 | Shkëndija Tiranë      | Studenti           |                               |                    |                    |
| 1971-1972 | Apolonia              | Besëlidhja         |                               |                    |                    |
| 1972-1973 | Naftëtari             | Kamza              |                               |                    |                    |
| 1973-1974 | Albpetrol             | Apolonia           |                               |                    |                    |
| 1974-1975 | Luftëtari             | Kamza              |                               |                    |                    |
| 1975-1976 | Skënderbeu            | Tomori             |                               |                    |                    |
| 1976-1977 | Tomori                | Besëlidhja         |                               |                    |                    |
| 1977-1978 | Besa                  | Naftëtari          |                               |                    |                    |
| 1978-1979 | Apolonia              | Skënderbeu         |                               |                    |                    |
| 1979-1980 | Besëlidhja            | Lushnja            |                               |                    |                    |
| 1980-1981 | Burreli               | Përmeti            |                               |                    |                    |
| 1981-1982 | Lushnja               | Skënderbeu         |                               |                    |                    |
| 1982-1983 | Burreli               | Tepelena           |                               |                    |                    |
| 1983-1984 | Besëlidhja            | Apolonia           |                               |                    |                    |
| 1984-1985 | Apolonia              | Shkëndija Tiranë   |                               |                    |                    |
| 1985-1986 | Besa                  | Skënderbeu         |                               |                    |                    |
| 1986-1987 | Besëlidhja            | Burreli            |                               |                    |                    |
| 1987-1988 | Lushnja               | Naftëtari          |                               |                    |                    |
| 1988-1989 | Luftëtari             | Tomori             |                               |                    |                    |
| 1989-1990 | Lushnja               | Kastrioti          |                               |                    |                    |
| 1990-1991 | Pogradeci             | Selenicë           |                               |                    |                    |
| 1991-1992 | Sopoti                | Albpetrol          |                               |                    |                    |
| 1992-1993 | Besëlidhja            | Shkumbini          |                               |                    |                    |
| 1993-1994 | Luftëtari             | Iliria             |                               |                    |                    |
| 1994-1995 | Kastrioti             | Skënderbeu         |                               |                    |                    |
| 1995-1996 | Lushnja               | Bylis              |                               |                    |                    |
| 1996-1997 | Saison interrompue    | Saison interrompue | Saison interrompue            | Saison interrompue | Saison interrompue |
| 1997-1998 | Burreli               | Memaliaj           |                               |                    |                    |
| 1998-1999 | Luftëtari             | Albpetrol          |                               |                    |                    |
| 1999-2000 | Besëlidhja            | Besa               |                               |                    |                    |
| 2000-2001 | Partizani             | Erzeni             |                               |                    |                    |
| 2001-2002 | Elbasani              | Besa               |                               |                    |                    |
| 2002-2003 | Egnatia               | Tomori             |                               |                    |                    |
| 2003-2004 | Laçi                  | Egnatia            |                               |                    |                    |
| 2004-2005 | Skënderbeu            | Besa               |                               |                    |                    |
| 2005-2006 | Flamurtari            | Apolonia           |                               |                    |                    |
| 2006-2007 | Skënderbeu            | Besëlidhja         |                               |                    |                    |
| 2007-2008 | Bylis                 | Apolonia           |                               |                    |                    |
| 2008-2009 | Laçi                  | Skënderbeu         |                               |                    |                    |
| 2009-2010 | Bylis                 | Elbasani           |                               |                    |                    |
| 2010-2011 | Pogradeci             | Tomori             | Ilirjan Çaushaj               | 19                 |                    |
| 2011-2012 | Luftëtari             | Kukësi             | Kreshnik Ivanaj               | 27                 |                    |
| 2012-2013 | Lushnja               | Partizani          | Mikel Canka                   | 21                 |                    |
| 2013-2014 | Elbasani              | Apolonia           | Mustafa Agastra               | 21                 |                    |
| 2014-2015 | Bylis                 | Tërbuni            | Cate Fonseca Jasmin Raboshta  | 17                 |                    |
| 2015-2016 | Luftëtari             | Korabi             | Mikel Canka                   | 20                 |                    |
| 2016-2017 | Kamza                 | Lushnja            | Armand Pasha                  | 20                 |                    |
| 2017-2018 | Tirana                | Kastrioti          | Albi Çekiçi                   | 17                 |                    |
| 2018-2019 | Bylis                 | Vllaznia           | Klejdis Branica               | 14                 |                    |
| 2019-2020 | Apolonia              | Kastrioti          | Klodian Nuri                  | 17                 |                    |
| 2020-2021 | Egnatia               | Dinamo Tirana      | Mikel Canka                   | 15                 |                    |
| 2021-2022 | Bylis                 | Erzeni             | Eridon Qardaku                | 20                 |                    |
| 2022-2023 | Skënderbeu            | Dinamo Tirana      | Abdul Temitope Denisson Silva | 12                 |                    |
| 2023-2024 | Elbasani              | Bylis              | Peter Itodo                   | 19                 |                    |
| 2024-2025 | Vora                  | Flamurtari         | Manfredas Ruzgis              | 24                 |                    |